# Současnost
Současnost ve smyslu přítomnost označuje ne zcela přesně ohraničený časový okamžik mezi minulostí a budoucností. 

## Charakteristika
Jedná se vlastně o pohyblivé časové rozhraní (hranici) mezi oběma výše uvedenými pojmy. Během života každého živého organismu vlivem plynoucího času neustále dochází k tomu, že minulost každého jednotlivce se prakticky pořád zvětšuje a budoucnost se bez ustání zmenšuje.
Současnost také označuje shodnost časového okamžiku dvou či více událostí. Newtonova mechanika považovala čas a jeho chod za absolutní (tedy nezávislý na ostatních okolnostech a probíhajících událostech), proto je pro ni absolutním pojmem i současnost. Speciální teorie relativity však odhaluje skutečnost, že čas je relativní, a proto je relativní i pojem současnosti. O současnosti je proto korektní hovořit pouze u soumístných událostí.